# Angkrish Raghuvanshi
 (mars 2025).
Motif : un seul "journal?" à la notoriété n'étant pas national traite du sujet
- Archive Wikiwix
- Bing
- Cairn
- DuckDuckGo
- E. Universalis
- Gallica
- Google
- G. Books
- G. News
- G. Scholar
- Persée
- Qwant
- (zh) Baidu
- (ru) Yandex
- (wd) trouver des œuvres sur Wikidata

| 1. | Préciser le motif de la pose du bandeau. | Précisez le motif de la pose du bandeau en utilisant la syntaxe suivante : {{admissibilité à vérifier\|date=avril 2025\|motif=remplacez ce texte par le motif}}                           |
| 2. | Informer les utilisateurs concernés.     | Pensez à avertir le créateur de l'article, par exemple, en insérant le code ci-dessous sur sa page de discussion : {{subst:avertissement admissibilité à vérifier\|Angkrish Raghuvanshi}} |

Angkrish Raghuvanshi (né le 5 juin 2004) est un joueur de cricket indien. Il a joué pour l'équipe nationale indienne de cricket des moins de 19 ans lors de la Coupe du monde de cricket des moins de 19 ans de l'ICC 2022. Il a remporté la Première Ligue indienne 2024 avec les Kolkata Knight Riders.
Raghuvanshi, né à Delhi, s'est installé à Mumbai à l'âge de 11 ans, où il a commencé sa formation sous la direction d'Abhishek Nayar et d'Omkar Salvi. Il s'est ensuite installé définitivement à Mumbai.
En 2024, il a fait ses débuts en Indian Premier League pour les Kolkata Knight Riders, marquant 54 points sur 27 balles lors de son premier match contre les Delhi Capitals.